# Aleksandr Pietrow (zapaśnik)
Aleksandr Pietrowicz Pietrow, ros. Александр Петрович Петров (ur. 23 września 1876 w Jelcu, zm. w lutym 1941 w Leningradzie)  – rosyjski zapaśnik walczący w stylu klasycznym. Wicemistrz olimpijski z Londynu z 1908 roku.